# Muespach-le-Haut
Muespach-le-Haut (en alsacià Obermüeschbe) és un municipi francès, situat a la regió del Gran Est, al departament de l'Alt Rin. L'any 2005 tenia 964 habitants.

## Demografia
| 1962 | 1968 | 1975 | 1982 | 1990 | 1999 |
| ---- | ---- | ---- | ---- | ---- | ---- |
| 440  | 470  | 550  | 623  | 676  | 810  |

## Administració
| Període | Identitat    | Partit |
| ------- | ------------ | ------ |
| 2001-   | André Bohrer |        |

## Agermanaments
- Benquet